# Mont Norwottock
Le mont Norwottock (ou Norwottuck) est, avec 337 mètres d'altitude, le point culminant de la chaîne Holyoke, un chaînon situé dans la vallée du Connecticut, au Massachusetts (États-Unis), et faisant partie de Metacomet Ridge. Le sommet s'élève abruptement sur 300 mètres de haut et offre des vues plongeantes sur les paysages alentour. Il est situé sur le territoire des villes de Amherst et Granby. Il est prolongé à l'est par Long Mountain et à l'ouest par Bare Mountain.

## Toponymie
Initialement appelé Hilliard Knob, le mont Norwottock a été rebaptisé par Edward Hitchcock, un ancien professeur de géologie à l'Amherst College, d'après le nom amérindien de la montagne. En 1841, il invente le terme « géologie scénographique » pour décrire le spectaculaire relief de la chaîne Holyoke.

## Géologie
Le mont Norwottock, comme la plus grande partie de Metacomet Ridge, est composé de basalte, une roche volcanique. Il s'est formé à la fin du Trias lors de la séparation de la Laurasia et du Gondwana, puis de l'Amérique du Nord et de l'Eurasie. La lave émise au niveau du rift s'est solidifiée en créant une structure en mille-feuille sur une centaine de mètres d'épaisseur. Les failles et les séismes ont permis le soulèvement de cette structure géologique caractérisée par de longues crêtes et falaises et particulièrement prononcée au mont Norwottock.

## Écosystème
La combinaison des crêtes chaudes et sèches, des ravines froides et humides et des éboulis basaltiques est responsable d'une grande variété de microclimats et d'écosystèmes abritant de nombreuses espèces inhabituelles pour la région.

## Activités
De nombreux kilomètres de sentiers traversent le mont Norwottock, notamment une partie des 180 km du Metacomet-Monadnock Trail et des 76 km du Robert Frost Trail. Des plateformes d'observation offrent des vues spectaculaires sur la Pioneer Valley (en) au nord et sur l'université du Massachusetts à Amherst. La crête de Rattlesnake Knob (248 m), légèrement à l'est, est également un remarquable point de vue naturel. Sous le sommet, les Horse Caves (littéralement « grottes du cheval »), un profond gouffre où les couches sédimentaires plus tendres ont été plus rapidement érodées, ont pu servir d'abris et de bivouac aux insurgés, en 1786, lors de la révolte de Shays. La plus grande partie du mont Norwottock est protégée au sein du Mount Holyoke Range State Park ; des associations locales de conservation de la nature et des propriétaires privés possèdent le restant de la montagne.